# Die schwarze Akte
Die schwarze Akte ist ein französisch-italienisches Justizdrama aus dem Jahre 1955 des auf juristische Themen spezialisierten Regisseurs André Cayatte.

## Handlung
Der junge, unerfahrene Untersuchungsrichter Jacques Arnaud wird eines Tages in eine kleine Provinzstadt versetzt. Als er gerade einen vergleichsweise unwichtigen Fall bearbeitet, macht der Zeuge Dutoit eine Anmerkung, die ihn aufhorchen lässt. Der Hundezüchter, glaubt, dass der äußerst einflussreiche Bauunternehmer Charles Boussard bei ihm einbrechen ließ, wohl weil er annahm, bei Dutoit belastendes Material gegen den allmächtigen Arbeitgeber dieser Gegend zu finden. Arnauds Vorgänger Le Guen hatte diese Materialien zusammengesammelt und ist kürzlich gestorben, angeblich an einem Herzschlag … exakt einen Tag, bevor die Causa Boussard ein Tagesordnungspunkt in der Stadtversammlung geworden wäre. Dutoit befürchtet, dass Boussard ihn nun ebenfalls beseitigen lassen könnte, weil er eine „schwarze Akte“ über diesen zusammengestellt habe. Einige seiner Hunde wurden bereits vergiftet.
Arnaud lässt daraufhin, um Gewissheit zu bekommen, die Leiche seines Vorgängers exhumieren, und tatsächlich finden sich Spuren von Gift in Le Guens Körper. Schließlich wird ein Polizeiinspektor aus Paris hinzugeholt, doch Inspecteur Noblet ermittelt auch in andere Richtungen. Er vermutet, dass der Tod Le Guens womöglich private Gründe haben könnte. Viele Spuren werden verfolgt, und nur wenig scheint so eindeutig, wie man zuvor geglaubt hatte. Boussards Geschäftsmethoden sind sicherlich grenzwertig aber nicht unbedingt mörderisch, Madame Le Guen, die junge Witwe, hatte ein Verhältnis mit ihrem Schwager, und Yvonne Dutoit, Tochter des Zeugen, hatte eine Liebesbeziehung mit dem verstorbenen Untersuchungsrichter. Dutoit selbst wiederum schuldete dem Liebhaber seiner Tochter Geld. Arnauds forsche Ermittlungsarbeit entwickelt sich zunehmend zu einer Katastrophe: Der vorgebliche Mord erweist sich als keiner, und durch Arnauds hartnäckige Ermittlungen wurde das eine oder andere Glück zerstört und das Ansehen mehrerer Bürger stark beschädigt. Am Ende hat der Nachwuchsjurist nicht nur seine Karriere ruiniert, sondern auch noch den Tod des jungen Alain Le Guen zu verantworten…

## Produktionsnotizen
Die schwarze Akte wurde vom 20. Januar bis zum 30. März 1955 gedreht. Die Uraufführung erfolgte am 18. Mai 1955 in Paris. In Deutschland lief der Film am 7. Dezember 1956 an. Die erste deutsche Fernsehausstrahlung erfolgte am 23. März 1964 im ZDF.

## Kritik
In Reclams Filmführer heißt es: „Diesmal untersucht Cayatte die Problematik der gerichtlichen Voruntersuchung und der Polizeimethoden. Wieder ist das Thema effektvoll in Szene gesetzt, wieder gibt es bemerkenswerte darstellerische Leistungen. Aber die allzu spitzfindige Konstruktion der Zufälle und eine unökonomische Anhäufung von Problemen nehmen dem Film viel von seiner Überzeugungskraft.“
Kay Wenigers Das große Personenlexikon des Films schrieb in der Biografie Cayattes über dessen Justizfilminszenierungen:

„Kern dieser Filme waren weniger Cayattes Auseinandersetzungen mit der eigentlichen Straftat als vielmehr die Erhellung der Hintergründe bei einer Urteilsfindung unter Geschworenen („Schwurgericht“), Darlegung von Vorgängen bei gerichtlichen Voruntersuchungen und Polizeimethoden („Die schwarze Akte“) sowie die Durchleuchtung der sozialen Umfeldes eines Täters und die gesellschaftlichen Hintergründe, die ihn haben töten lassen („Wir sind alle Mörder“).“

Im Lexikon des Internationalen Films heißt es: „Ein Film, der die Schwachstellen der Justiz anprangert. Hervorragend inszeniert, eindrucksvoll fotografiert und ausgezeichnet gespielt.“
Auch der Evangelische Filmbeobachter gelangt zu einem lobenden Urteil: „Eine bittere Anklage gegen die französische Justiz, die von dem Mut und Können des Regisseurs zeugt.“

## Wissenswertes
Die schwarze Akte war der letzte Teil von Cayattes sogenannter Justiz-Trilogie. Vorangegangen waren 1950 Schwurgericht und 1952 Wir sind alle Mörder.
In diesem Film benutzte Cayatte erneut mehrmals Namen für die Hauptrollen, die bereits in Wir sind alle Mörder vorkamen: Le Guen war dort ein verurteilter Mörder in des Todeszelle, und Arnaud, in Die schwarze Akte der Untersuchungsrichter, war in Wir sind alle Mörder der Rechtsanwalt des Todeskandidaten. Dutoit, hier in der Schlüsselrolle eines Zeugen und Einbruchsopfers, war in dem Vorgängerfilm der Name eines fälschlicherweise zum Tode verurteilten Arztes.
Cayatte konkurrierte 1955 mit seinem Film erfolglos im Wettbewerb der 8. Internationalen Filmfestspiele von Cannes.